# Alec Gaskell
Alexander 'Alec' Gaskell (30. juli 1932 - 14. marts 2014) var en engelsk professional fodboldspiller. Han spillede i Football League for Southport, Newcastle United, Mansfield Town og Tranmere Rovers. Derudover spillede han blandt andet for Grantham, hvor han skiftede fra i maj 1957 og Mossley A.F.C., hvor han scorede 28 gange i 50 kampe.
Alec Gaskell døde i en alder af 81 den 14. marts 2014. Han levede ved sin død i Cheshire.